# 弟キャッチャー俺ピッチャーで!
『弟キャッチャー俺ピッチャーで!』（おとうとキャッチャーおれピッチャーで!）は、兎中信志による日本の漫画作品。『月刊少年ライバル』（講談社）にて2008年5月号（創刊号）から2014年7月号（最終号）まで連載された。単行本は同社のライバルコミックスから全20巻が刊行されている。略称は『弟俺』（おとおれ）。

## ストーリー
シニア大会を優勝した関東最強バッテリー『投間兄弟』。しかし、家庭の事情で兄・一矢は、弟・世史と離れ離れになってしまい、バッテリーは解散してしまう。その2年後、一矢は久々に帰国。河原で弟・世史と二年ぶりの再会をはたすのだが……。

## 登場人物

### 枚鷹高校
主人公の投間兄弟達が通う高校。
投間一矢（とうま いちや）
枚鷹高校2年。「兆山戦以降からは3年となる。」本編の 主人公。投手。かなりのお調子者。弟、世史との約束をはたす為に二年後モンゴルから遙遙と帰ってきた。昔は世史と純粋な仲だったがいまでは世史をよく昔と比べたりおちょくったりして世史に殴られるのがお約束になっている。兆山戦後、スタミナ切れを克服し、自在に変化するスライダーに続いて、シンカーを習得している。
投間世史（とうま よし）
枚鷹高校1年→2年。本編の もう一人の主人公。捕手。力のある打撃と、鋭いリード、強肩が武器。二年前では純粋な野球少年で兄・一矢を慕っていたが、一矢のいない後は仲間とのチーム関係が上手くいかず野球をやめ、グレてしまい二年後は凄く凶悪な顔付と化しており一矢を「お前」「てめえ」とよび昔の面影は一切なくなっている。
高岡正規（たかおか せいき）枚鷹高校2年→3年、主将。　一塁手→三塁手。4番で打率0.625の成績を持つ。非常に真面目な性格。真宮ソナに好意を抱いているが気づいて貰えないでいる。　
千馬時人（せんば　ときじ）
枚鷹高校3年。一塁手兼投手。元野球部員だったが「面白みがないから」と言って一時期辞めていた。曽根屋の頼みで野球部にもどってくる。性格が自由奔妨な為、周りにいつも迷惑をかけている。打撃センスは高岡以上と言われている。
出間　拓也（いずま　たくや）
枚鷹高校1年。二塁手。かつて有名なシニアの4番だったが、敬語を使えないため、名門校を落選してしまった。
名門野球部に入ろうとしただけあって、その実力は誰もが認める。
真宮ソナ（まみや ソナ）
枚鷹高校2年。マネージャー。3年引退後、真宮隼斗と言う枚鷹野球部に入った弟がいる。
曽根屋喜之助（そねや きのすけ）
枚鷹高校監督。いつもゲームばかりして怠けている
川原光太郎（かわはら こうたろう）
枚鷹高校OBで元3年主将。捕手→三塁手。個性派揃いの枚鷹野球部をまとめる温厚な人物。普段はあまり活躍はしていないが、福徳戦で勝利打点、光鳴戦では同点打を上げているなど密かに活躍している。
日向真（ひゅうが まこと）
枚鷹高校OBで元3年。投手→中堅手。もち球はスライダー　カーブ。びびりな性格であり投手としても緊張して球が走らなかったりエラーしたなどヘタレなところがある。美景戦では一矢の体力を考え、先発を勤めそれなりに活躍した。

### 福徳工業
夏の埼玉県大会の一矢達の一回戦の相手。古豪として有名な高校。固い堅実守備が持ち味のチーム。
笹崎新平（ささざき しんぺい）
福徳工業2年→3年。中堅手。出塁率が0.800の俊足打者。馬鹿としても有名らしい。バッティングはボールにかすりもしないレベルだか、何故か足だけは50m走で5秒台と早い。入部当時はバントするのを拒否していた。理由は「姿勢がカッコ悪いから」、だが野森監督の説得でバントをするようになり、その結果一年生でレギュラーになる。最後の夏の大会では、枚鷹との再戦かなわず一回戦で負けてしまった。
野森（のもり）
福徳工業監督。笹崎の足の才能を見いだした恩師でもある。

### 美景高校
夏の埼玉県大会の一矢達の二回戦の相手。打率0.635の天才打者、十堂竜樹を中心としたチーム。
小野原晃（おのはら あきら）
美景高校2年→3年。投手。球速は130～120キロで、決め球と思われる謎のストレートを武器とする。他にスライダー・カーブ・シュートを投げる変化球投手。性格に難があり、なにかと自身の行動を好まない十堂を嫌っていたが、十堂の真意を聞き考えを新たにし、成長する。ただ十堂の性格はやっぱり好きにはなれず、関係は前と同じである。
十堂竜樹（とうどう たつき）
美景高校元3年主将。遊撃手。ちょっと変わった口調で話すのが特徴。走攻守整った打者で、特に打撃は優れた人間観察力で相手の際どいクセなどを見つけチームに貢献している。中学時代までは左投手であったものの肘を壊し右投げに転向する。また投手として活躍しようと考えたものの小野原が入学した事によって（理由は「自分より投げる事が好きそうであった」との事）投手になる事を諦めた経緯を持つ。敗退後の後日談では医者になる為、医学の大学へと進んだ。

### 光鳴高校
夏の埼玉県大会の一矢達の三回戦の相手。平均打率0.407の超攻撃型のチーム。
梶宮剛（かじみや たけし）
光鳴高校元3年主将。顔が男前で武千代とは正反対に女の子にもてる。三塁手。打率0.505以上の打者。詰まった当りでもフェンス際まで飛ばせるバッティングセンスが持ち味。敗退後の後日談では愕然としているところを女子の突然の告白をあっさり受け入れ、彼女が出来た事をチームメイトから恨まれる。ちなみにその女子とは結婚を前提にまでいたった。
林田門武千代（はやしだもん たけちよ）
光鳴高校元3年。投手。身長184の長身。好みの女の子を見つけては告白し、いつもふられる。梶宮同様打率0.505以上の打者。長い手を利用した巧みなバッティングをする。投手としては長身を生かした速い球を投げるが後半までは制球力が入らないのが傷。

### 兆山学園
夏の埼玉県大会の一矢達の四回戦の相手。地区大会優勝高校。
篠ノ井徹士（しののい てっし）
兆山学園1年→2年。左翼手→三塁手。兆山学園の天才打者。投間兄弟の噂を聞き上杉の勧めから打席勝負して、一矢の球を打って勝利したが、球威に押し負けてあまり打球が飛ばなかった事からそれ以降、投間兄弟に興味を持つようになる。無口で無愛想な為か上杉以外の先輩からはあまり良く思われていない。一回戦では3本塁打放つなど、圧倒的な実力を見せつけていた。(その試合では7番・三塁手)　枚鷹戦勝利後は一矢をライバルと認め再戦を願う。
上杉篤（うえすぎ あつし）
兆山学園元3年。投手。枚鷹高校の川原とは元クラスメートで時々あっている。無類の方向オンチ。一回戦で時速150キロの球を記録していて、枚鷹戦では154キロの最高速度をたたき出した。あまり投げないが変化球はスライダーを持っている。四回戦で枚鷹と戦い、世史と高岡以外の打者を全て抑え、打撃面でも唯一打点を上げた。枚鷹戦勝利後はその勢いのまま甲子園優勝を果たし、プロ野球の道へと進んだ。
飛山悟（ひやま さとる）
兆山学園3年。捕手。小柄ながら上杉の女房役を勤め、あらゆる面で上杉を支えている。

### 明京大付属
地区大会ベスト4の高校。だが、兆山学園に敗れた後はあまり目立った活躍はしていなかった高校だが、知将・北条監督主任後は頭角を現し、そして期待のルーキー・駿河倫太郎と金崎勇のシニア大会優勝バッテリーを加え甲子園を狙う。
駿河倫太郎（するが りんたろう）
明京大付属1年。捕手。一年とは思えないバッティングと巧みなリード能力が武器。ケンタローと言う双子の弟に勝つ為に死ぬ物ぐるいの練習をしていた。
金崎勇（こんざき ゆう）
明京大付属1年。投手。10万人に一人の逸材と言われるほどの回転数の多いストレートが武器。過去になんのとりえもなく、皆や母親にまでクズ呼ばわりされながら生きていたところをケンタローに虐められている倫太郎を助けた事から親友になり、野球で自分の価値を与えてくれたことから倫太郎を信頼している。　

### 戸座学院
盗塁阻止率100％と言われる孤高の天才捕手、嶋孝一が中心のチーム。
嶋孝一（しま こういち）
戸座学院3年。捕手。
風流洋介（ふうりゅう ようすけ）
戸座学院3年主将。投手。

### 狭谷南高校
今年創部された全員1年生の新チーム。
王崎翔（おうさき しょう）
狭谷南高校1年。投手。

### 白尾高校
遠山寅太（とおやま とらた）
白尾高校2年。投手。
下村（しもむら）
白尾高校3年。捕手。

## 単行本
- 兎中信志 『弟キャッチャー俺ピッチャーで！』講談社〈ライバルKC〉、全20巻
  1. 2008年8月4日発売、ISBN 978-4-06-380004-3
  2. 2008年11月4日発売、ISBN 978-4-06-380013-5
  3. 2009年2月4日発売、ISBN 978-4-06-380028-9
  4. 2009年6月4日発売、ISBN 978-4-06-380051-7
  5. 2009年9月4日発売、ISBN 978-4-06-380066-1
  6. 2009年12月4日発売、ISBN 978-4-06-380080-7
  7. 2010年4月30日発売、ISBN 978-4-06-380106-4
  8. 2010年8月4日発売、ISBN 978-4-06-380120-0
  9. 2010年12月3日発売、ISBN 978-4-06-380139-2
  10. 2011年4月4日発売、ISBN 978-4-06-380159-0
  11. 2011年8月4日発売、ISBN 978-4-06-380175-0
  12. 2011年12月2日発売、ISBN 978-4-06-380192-7
  13. 2012年4月4日発売、ISBN 978-4-06-380210-8
  14. 2012年8月3日発売、ISBN 978-4-06-380227-6
  15. 2012年12月4日発売、ISBN 978-4-06-380245-0
  16. 2013年4月4日発売、ISBN 978-4-06-380261-0
  17. 2013年7月4日発売、ISBN 978-4-06-380277-1
  18. 2013年11月1日発売、ISBN 978-4-06-381301-2
  19. 2014年3月4日発売、ISBN 978-4-06-381307-4
  20. 2014年7月4日発売、ISBN 978-4-06-381326-5